# Sinderedo di Toledo
Sinderedo noto anche come Sindredo, Sinderedus o Sindredus (VII secolo) fu successore di Gunderico e  l'ultimo arcivescovo toledano di origine visigota.

## Biografia
Secondo alcune cronotassi antiche, Sinderedo era già metropolita di Toledo durante il regno di Witiza, morto nel 710 circa. Storicamente è documentato in una sola occasione, quanto partecipò al concilio convocato da papa Gregorio II nel 721; nei documenti relativi al sinodo si registrò come Sinderedus episcopus ex Hispania.